# ラハイナ本願寺
ラハイナ本願寺（ラハイナほんがんじ、英: Lahaina Hongwanji Mission）は、アメリカ合衆国ハワイ州マウイ島のラハイナにある仏教寺院。日本の浄土真宗本願寺派に属する。

## 歴史
1904年創建。1911年、ワイネエ・ストリートに面した現在地を購入して移転、翌1912年までに堂宇や学校の建設が完了した。
1924年から1936年まで更科真理が住職として在任。この間、1933年に建物の改築が行われた。
毎年行われる盆踊りは、近隣住民や観光客も参加するイベントとして知られた。
2023年8月、ラハイナを襲った大火（ハワイ・マウイ島山火事）により被災した。